# École de management Skolkovo de Moscou
L'école de management Skolkovo de Moscou est un établissement supérieur international situé dans la ville de Skolkovo, dans la périphérie de Moscou.
Cet établissement a été ouvert en 2006 est l'aboutissement d'un projet commun entre grands hommes d'affaires russes et internationaux.